# Ланген (Гессен)
Ланген (нім. Langen) — місто в Німеччині, знаходиться в землі Гессен. Підпорядковується адміністративному округу Дармштадт. Входить до складу району Оффенбах.
Площа — 29,12 км2. Населення становить 38 524 ос. (станом на 31 грудня 2020).

## Географії

### Адміністративний поділ
Місто  складається з 6 районів:
- Альтштадт
- Центрум
- Нойротт
- Норденд
- Лінден
- Штайнберг